# 東京魔人學園外法帖
東京魔人學園外法帖（とうきょうまじんがくえんげほうちょう）は、『東京魔人學園伝奇』シリーズの第二作として2002年1月24日に発売されたPlayStation用伝奇ジュヴナイルゲームソフト。監督・脚本は今井秋芳、製作はシャウトデザインワークス、発売はアスミック・エース エンタテインメント。
シリーズ全体の概説やシステム・物語上の共通する特徴は東京魔人學園伝奇の項を参照。なお、本項では『東京魔人學園外法帖血風録』についても合わせて述べる。

## 作品解説

### 東京魔人學園外法帖
『東京魔人學園剣風帖』に続く魔人學園伝奇シリーズの第二作である本作は、現代を舞台にした学園ドラマであった前作から設定を一変させ、幕末動乱期を舞台にした時代劇ゲームとして発表された。「東京魔人學園伝奇・天の章」と銘打たれており、設定的には魔人學園伝奇シリーズの幕開けとなる物語。ラストシーンで前作の舞台である真神学園が創設されることになり、いわば真神学園前史とも言える内容となっている。本作に登場する人物の多くは、前作剣風帖、およびその他作品のキャラクターの「祖先」という位置づけにある。伝奇ものにありがちな「前世」と言う設定にしなかったのは、「人は代わってもその思いは受け継がれていく」と言うシリーズのテーマに沿ったもの。逆に、敵となる人物はそのテーマに反する存在となっている。もっとも、事実上のキャラクター造形としては剣風帖の各キャラクターと大差がない者も多く、特に龍閃組サイドのメイン4人でそれが顕著である。逆に鬼道衆サイドでは、前作の敵キャラクターたちの祖先やそれと関連のあるものを味方キャラクターとして使えるという試みもあった。
本作の物語構造上の最大の特徴は、『陽』編において公儀隠密の龍閃組として、『陰』編において幕府打倒を狙う鬼道衆として、敵味方に分かれた両陣営の視点から物語を展開することができると言う点にある。エピソード各話の構成も、同じ一つの事件を、いわば表と裏から見る、という作りになっている。さらに『邪』編においてその二つの勢力が主人公を中心にやがて結束していき、協力して真の敵に立ち向かう、という展開が用意されている。その陰陽調和のキーパーソンとなる比良坂の素性が外法帖においては明確にされていなかったが、これについては、リメイク版の「血風録」において彼女の過去と正体が描かれることで解決が図られている。
2012年3月28日にゲームアーカイブスで配信された。PS版で存在したバグは未修正のままであり、アスミック・エース エンタテインメント公式に「『東京魔人學園』シリーズについてのご注意」が掲載されている。また、最初の起動時はDisc1（陽編〜徳川編〜）のタイトル画面から始まるため、陰編〜鬼道衆編〜から始めたい場合はPSボタンを押し、「ゲームリセット」で“ディスク2”を選択する。

### 東京魔人學園外法帖血風録
東京魔人學園外法帖血風録は、2004年8月12日にプラットフォームをPlayStation 2に変え、マーベラスインタラクティブより発売された外法帖のリメイクである。大筋の流れは変わらないものの、『邪』編に「北欧神話編」ともいうべき中間エピソードが挿入されたことが特徴。とはいえ、この北欧編により比良坂の正体が明かされたほか、九角天戒がその父の真意を知るエピソードも語られ、また、外法帖において、融和後とはいえ龍閃組と鬼道衆がいきなり仲良くなっているのはおかしいといった指摘にも対応している。ゲームシステム上も、外法帖では各話インターミッションにおいて仲間一人との会話しかできなかったものが、本作では全員と会話できるようになっているなどの改良点がある。また、外法帖において美里藍がある失言をしてしまっているが、血風録において当該発言は削除されている。

## 登場人物

### 主人公
- 緋勇龍斗（ひゆう たつと）（声：加瀬康之）
運命に導かれるように江戸へと向かう謎の青年。剣風帖の主人公・緋勇龍麻の祖先。名称はデフォルトのもので、変更可能。その他、誕生日・四大・出身地を自由に設定可能で、これによりユニットの性能や各キャラクターとの初期相性が変化する。ただし性別は男性で固定されており変更できないのは剣風帖と同じである。徒手空拳の陽の古武術を修める。宿星は「黄龍」。彼は歴史上認識された初めての「黄龍の器」である。
喜名朝飛著コミックス版では子孫と同じく容姿端麗であるが、寡黙で冷静沈着な人物として描かれている。

### 龍閃組
- 美里藍（みさと あおい）（声：堀江由衣）
9月20日生まれ。剣風帖キャラクター・美里葵の祖先。医師の道を志す心優しい少女で、隠れキリシタンでもある。その出生にはある秘密が隠されている。子孫と同じく、治癒の『力』を使うほか、高レベルに成長すると天使の力を使っての高い戦闘能力を持つようにもなる。宿星は「菩薩眼（ぼさつがん）」。
- 蓬莱寺京梧（ほうらいじ きょうご）（声：川鍋雅樹）
1月24日生まれ。剣風帖キャラクター・蓬莱寺京一の家系に連なるもの。直接の祖先ではなく、京梧の妹の子孫が京一であるとされているが、ある特殊な事情から京一との関係性は強い。京一と同じく剣の道を究めんと欲する無頼の剣士で、我流ながらもその資質は出色のものである。普段はいい加減でお調子者だが義侠心には篤い。蕎麦をこよなく愛する。宿星は「義星」。
- 醍醐雄慶（だいご ゆうけい）（声：石黒貴之）
4月23日生まれ。剣風帖キャラクター・醍醐雄矢の祖先で、高野山の退魔僧。やや神経質だった子孫とは異なり、豪快な性格の生臭坊主である。真面目な部分は子孫と同じで、すぐ説法を垂れたがるところが京梧にとっては煙たい存在。巨体を活かした格闘術と密法法術を駆使する。宿星は「白虎」で、覚醒（変生（へんじょう）と呼ばれる）することにより身体能力がさらに向上する。
- 桜井小鈴（さくらい こすず）（声：浅川悠）
3月20日生まれ。剣風帖キャラクター・桜井小蒔の祖先。弓術道場の一人娘で、子孫と同じく弓の名手。一人称はボク。明るく活動的であるが、親からは「もう少し御淑やかになってほしい」と織部神社に度々願掛けされている。藍の親友であるところも子孫と同じである。宿星は「悌星」。

以上の4名はストーリー進行に関わりなく、『陽』編・『邪』編の味方キャラクターとして固定されている。
これ以降のキャラクターはプレイヤーの行動によって仲間になる場合とならない場合がある。
- 涼浬（すずり）（声：永迫舞）
9月1日生まれ。剣風帖キャラクター・如月翡翠の祖先である可能性のある少女。なお、この点に関しては製作スタッフの間でも意見が統一されておらず、彼女が翡翠の祖先であると断定する見解と、彼女の兄である奈涸が祖先の可能性もあるという見解の両説が同時に提示されている。飛水流と呼ばれる一派の忍びで公儀隠密を務め、水を操る『力』を持つ。感情の動きに乏しい寡黙な女性であったが、龍閃組との出会いで少しずつ人間らしい感情を取り戻していく。普段は兄と共に骨董品店を経営しているが、品物の目利きは下手。宿星は「玄武」。
- 大宇宙党（おおぞらとう）
世直しを目指す仮面の義賊であり、剣風帖キャラクター・コスモレンジャーの祖先たち。紅影・黒影・桃影の3人で構成されている。武流（たける・声：青木誠）は紅井猛の祖先で1月1日生まれ。普段は気の弱い花火師だが、紅影に変装することで強気な人格に変わる。十郎太（じゅうろうた・声：関口英司）は黒崎隼人の祖先で2月2日生まれ。普段は欧米かぶれの飛脚でせっかちな性格。彼は黒影に変装しても普段と変わらない。花音（かのん・声：今泉文乃）は本郷桃香の祖先で3月3日生まれ。普段は田舎臭く人見知りするお茶屋の奉公娘だが、植物と意思を疎通できる『力』を持つ。桃影に変装することで訛りもなくなり、洗練された印象に変わる。それぞれ宿星は・勇星・情星・慈星。
- 真那（まな）（声：松来未祐）
9月14日生まれ。他作品との血縁的な繋がりはないキャラクター。無宿人で、盗みによって世過ぎをしている少女。獣のように敏捷であるばかりでなく、動物と意思を疎通できる『力』を持つ。病弱な妹・真由（まゆ）に対しては深い愛情を注いでいる。最も親しかった無宿人が関西出身であり、関西弁で喋る。宿星は不明。
- 霞梅月（かすみ ばいげつ）（声：石田彰）
11月2日生まれ。剣風帖キャラクター・秋月マサキの祖先。本名は秋月真琴。遊び人の俳諧師であると共に、未来を予見する占術にも長ける色男。運命の重圧から逃れるために刹那的･享楽的な生き方をしていたが、龍閃組や真那との出会いで考えを改めていく。言霊によって俳句に『力』を乗せることができる。宿星は「星視」。
- ほのか（声：永迫舞）
1月26日生まれ。剣風帖キャラクター・マリィ･クレアの祖先。アメリカ人であるマリィの先祖がなぜ日本人の彼女なのかは、エンディングで判明する。敬虔な隠れキリシタンで、素直でまっすぐな心を持つ誠実な少女。子孫と同じく炎を操る『力』を持ち、宿星は「朱雀」。
- 織部葛乃（おりべ かつの）（声：津村まこと）
2月10日生まれ。剣風帖キャラクター・織部姉妹の祖先で、同じく織部神社の巫女。子孫の雪乃をさらにパワフルかつダイナミックにしたような姐御肌の女性である。戦闘スタイルは薙刀と霊力を併用。宿星は「草薙」。
- 支奴洒門（しど しゃもん）（声：坪井智浩）
9月30日生まれ。他作品との血縁的な繋がりはないが、ある種の関連を持った存在が剣風帖に登場する。変人だが天才的なからくり師で、自ら製作した特殊服と仮面によって大宇宙党を組織した人物でもある。いかなる複雑な道具でも瞬時にその構造を理解する『千手』の『力』を備える。本作品において重要な役割を隠し持つ男。宿星は「智星」。
- 桧神美冬（ひのかみ みふゆ）（声：高森奈緒）
10月10日生まれ。双龍変キャラクター・桧神神楽の祖先。剣術道場「臥龍館」の一人娘で、男物の着物を着た麗人。その腕は確かなものだが、精神的に脆い一面があった。しかし、龍閃組や鬼道衆との出会いを通してその内面の弱さを克服していく。強い霊媒体質でもある。造形のモデルは池波正太郎『剣客商売』の佐々木三冬。宿星は「信星」。
- ピセル（声：高森奈緒）
ある事情から美冬の身体に降りてしまった異国の霊。かつてはオルレアンの乙女と呼ばれていた存在で、本来は「ピュセル」と発音するのだが、京梧が「ピセル」と聞き違いしてしまい、そのまま呼ばれるように。肉体を美冬と共有しているが、ピセルの意識が表に出ている時は髪が金色に変わる。ゲーム中では、仲間にできるのは美冬あるいはピセルかの二択となる。
- 劉（りゅう）（声：笹沼晃）
3月25日生まれ。剣風帖キャラクター・劉弦月の祖先。ある使命を帯びて来日した清の客家出身の少年仙道士で、仙術と武術の使い手。小猿の童乩（タンキー）を相棒にしている。宿星は「礼星」。

### 鬼道衆
- 九角天戒（こづぬ てんかい）（声：加瀬康之）
3月14日生まれ。剣風帖キャラクター・九角天童の祖先。真紅の総髪が印象的な凛とした若侍で、鬼道衆の頭目にして懐の大きな人格者。部下たちからは絶大な崇敬を受けており、天戒もまた部下の一人ひとりに対して深い理解と信頼を与えている。鬼道と外法を使い、かつて自らの一族を滅ぼした幕府に対して復讐の牙を研ぎ澄ます。美里藍との間にはある秘められた関係がある。宿星は不明。
- 桔梗（ききょう）（声：増田ゆき）
2月9日生まれ。双龍変キャラクター・那智静瑠の祖先。妖艶な雰囲気を漂わせる美女で、天戒に深く忠誠を誓いその側に仕えている。陰陽道や外法に関する卓越した知識と技術を持つが、これは彼女の意外な素性とその正体によるもの。宿星は不明。
- 九桐尚雲（くどう しょううん）（声：関口英司）
10月25日生まれ。双龍変キャラクター・九桐出雲の祖先である破戒僧。また龍蔵院流と呼ばれる槍術の達人でもあり、この流派は剣風帖キャラクター・雨紋雷人が習得したものでもある。天戒の従兄弟であり、その忠実な腹心。自由闊達な性分で、強者との戦いを好む。ゲーム中では、対戦相手の技を盗み覚えることができる特殊能力を持つ。宿星は不明。
- 風祭澳継（かざまつり おきつぐ）（声：今泉文乃）
4月29日生まれ。双龍変の主人公・風祭龍弥・龍紀兄弟の祖先。また、主人公の修める武術と対になる陰の龍の技を体得し、これは後世の剣風帖キャラクター・壬生紅葉が身につけた流派でもある。鬼道衆の中では実年齢・精神年齢共に一番の子どもで、鼻っ柱の強い負けず嫌いな少年である。同門の武術を極めた主人公に対する競争意識は強く、何かにつけて張り合ってくるが、ゲーム中では風祭を蹴り飛ばしたり投げ飛ばしたりすればするほど彼の好感度が上がっていくという不思議な関係でもある。宿星は不明。

以上の4名はストーリー進行に関わりなく、『陰』編・『邪』編の味方キャラクターとして固定されている。
これ以降のキャラクターはプレイヤーの行動によって仲間になる場合とならない場合がある。
- 御神槌（みかづち）（声：石田彰）
3月18日生まれ。他作品との血縁的な繋がりはないが、ある種の関連を持った存在が剣風帖に登場する。弾圧を受け虐殺された隠れキリシタンたちの生き残りで、信仰と復讐心との狭間に苦悩する宣教師。槍の使い手であると共に、雷撃を操る『力』を持つ。宿星は不明。
- 弥勒万斎（みろく ばんさい）（声：小上裕通）
2月3日生まれ。他作品との血縁的な繋がりはないキャラクターで、職人気質の無口な男。かつて横暴な侍に右腕を切り落とされた隻腕の面打ち師で、彼の彫る面には呪的な『力』が宿る。宿星は不明。
全キャラクターで唯一、技の昇華がないキャラクターである。
- 奈涸（ながれ）（声：関口英司）
7月2日生まれ。剣風帖キャラクター・如月翡翠の祖先である可能性のある男（涼浬の項を参照）。かつて優秀な公儀隠密であったが、実妹の涼浬を守るため忍びの掟を破って抜け忍となった。水を操る『力』を持つほか、変装術などにも長じる。普段は王子にある骨董品店を経営し、妹とは異なって品物の目利きにも優れている。宿星は「玄武」。
- 壬生霜葉（みぶ そうは）（声：加瀬康之）
12月4日生まれ。剣風帖キャラクター・壬生紅葉の祖先。かつては新撰組に属し、その中でも剣名を謳われていた男だったが、新撰組の変質ぶりに失望し、局を抜ける。妖刀・村正を使うが、「無魂症」と呼ばれる生気を発しない体質のために呪いを受けずにいられるとされる。宿星は「天狼星（てんろうせい）」。
- 們天丸（もんてんまる）（声：清水敏孝）
12月15日生まれ。鞍馬山の天狗に育てられ、その法力を使うことができる、女好きでお調子者の青年。他作品との血縁的な繋がりはない。剣風帖キャラクターたちが修学旅行で京都に行くエピソードの中で、天狗伝説が語られている。宿星は「多聞天」。
- 雹（ひょう）（声：津村まこと）
7月22日生まれ。他作品との血縁的な繋がりはないが、ある種の関連を持った存在が剣風帖に登場する。気位が高く、他者に心を許さない冷ややかな雰囲気の美女で、水を操る『力』を持つほか、人形を生き物のように操る。巨大なからくり人形・ガンリュウに常に抱かれて移動するが、これは、かつて幕府に自らの一族を滅ぼされると共に、彼女自身も歩行の自由を奪われた過去を持つためである。宿星は不明。
- 泰山（たいざん）（声：高瀬右光）
9月1日生まれ。他作品との血縁的な繋がりはないが、ある種の関連を持った存在が剣風帖に登場する。剛力を持つ巨漢だが、その心根は優しく穏やかで、動物と仲が良い。かつては樵として暮らしていたが、住んでいた山で見つかった金鉱を独占しようとした幕府の役人によって頭部に傷を受け、思考の一部を失ってしまっている。宿星は不明。
- 火邑（ほむら）（声：伊藤健太郎）
1月3日生まれ。他作品との血縁的な繋がりはないが、ある種の関連を持った存在が剣風帖に登場する。荒々しく好戦的であるものの義理人情に厚い男。かつては長州藩の志士だったが、禁門の変により両腕を失った。今は義手となったその腕は、嵐王が開発した鋭い爪と炎を吹き出すからくりで武装されている。宿星は不明。
- クリス（声：青木誠）
10月7日生まれ。剣風帖キャラクター・アラン蔵人の祖先。女好きな子孫に比べると素朴で真面目な性格である。妹を惨殺した宿敵･ジェフとの戦いによって傷つき、海に落ちたところを日本行きの船に拾われて来日した。ほのかの中に、亡くなった妹の面影を見ている節がある。射撃の名手であり、風を操る『力』を持つ。宿星は「青龍」。
- 比良坂（ひらさか）（声：吉住梢）
9月7日生まれ。剣風帖キャラクター・比良坂紗夜の祖先。見世物小屋に囚われて人魚の扮装をさせられていた金髪盲目の儚げな美少女。子孫と同様に、美しい歌声の中に比類ないほどの凄まじい『力』を込めることができる。外法帖の独特な物語構造に重大かつ決定的な関与をするキーパーソンであり、彼女こそが主人公の運命を導く存在。血風録で明らかになったその素性はまさに他を圧するものであった。宿星は不明。
- 嵐王（らんおう）（声：坪井智浩）
9月30日生まれ。他作品との血縁的な繋がりはないが、ある種の関連を持った存在が剣風帖に登場する。代々九角家に仕える家系に生まれ、「嵐王」はその当主が継ぐ名義である。普段は鳥面に素顔を隠し、鬼道衆の頭脳として作戦立案や兵器開発に従事する。本作品において重要な役割を隠し持つ男。宿星は不明。

### その他
- 時諏佐百合（ときずさ ゆり）（声：幸田夏穂）
7月8日生まれ。龍泉寺に拠を定め、公儀隠密としての龍閃組を指揮する美女で、龍脈の吹き出る気穴を見る「如来眼（にょらいがん）」の『力』を持つ。真神学園の創設者。その子孫が直接剣風帖に登場することはないが、設定上は剣風帖の時代での真神学園の校長は「時諏佐槙絵」という人物となっている。戦闘には参加しない。
- 円空（えんくう）（声：くわはら利晃）
徳川家茂の相談役でもある高野山の阿闍梨で、雄慶の師匠。龍閃組結成を百合に指示したのも彼。普段は長屋に住む好々爺に扮して龍閃組を陰から見守っている。
- 遠野杏花（とおの きょうか）（声：田村ゆかり）
2月27日生まれ。剣風帖キャラクター・遠野杏子の祖先の瓦版屋で、子孫と同じく主人公たちに情報を提供する役回り。柊（ひいらぎ）という名の弟がいるが、彼はある他作品において重要な役割を果たす。
- 御厨惣洲（みくりや そうしゅう）（声：くわはら利晃）
7月8日生まれ。月紅伝キャラクター・御厨刑事、および妖都鎮魂歌キャラクター・御厨怜爾刑事の祖先で、子孫たちと同じく街の治安を守る火付盗賊改の同心。正義感が強く果断な性格の好漢である。与助からは「親分」と呼ばれている。八丁堀に住んでいたり、吉原の殺人事件の捜査に関与していたり、町奉行所の汚職役人を捕縛するなど、史実とは職分の設定が多少違うようである。
- 与助（よすけ）（声：石田彰）
御厨の部下の岡っ引。少々ドジなところがあるお調子者。
- お凛（おりん）（声：増田ゆき）
人気の高い吉原の花魁で、気風のいい姉御肌の美女。主人公達に情報を伝える。
- 榊茂保衛門（さかき もほえもん）（声：坪井智浩）
火付盗賊改で御厨の上司の与力。オカマっぽい性格で見回り中に若い男を物色しているが、実は部下思いで正義感が強い役人である。『血風録』では、声が収録されていない。
- 美弥（みや）（声：岡田純子）
武流が働いている花火屋「弁天堂」の一人娘。勝気な性格で、頼りない武流を叱咤激励する。
- 真由（まゆ）（声：岡田純子）
真那の妹。生まれつき身体が弱く、発作を起こしていたところを藍に助けられる。姉と正反対の性格で礼儀正しく、標準語で話す。
- 犬神杜人（いぬがみ もりひと）（声：坪井智浩）
10月9日生まれ。杏花と同じ長屋に住む浪人。大の人間嫌いで、他者と関わることを極端に拒む。時諏佐百合とは旧知の間柄らしい。
- 九角鬼修（こづぬ きしゅう）（声：:高瀬右光）
九角天戒の父。先祖から外法といわれる「鬼道」の技を受け継いでいる。幕府に幽閉されていた「菩薩眼の女」を救い出し、彼女を守るために戦い続けていた。平穏な未来を望みながらも、先代の嵐王に二人の子を託し、等々力の地で討ち死にする。
- 見世物小屋の親父 （声：川鍋雅樹）
比良坂を裸にし、人魚として見世物にする男。京梧や天戒から峰打ちのお仕置きを受けても懲りなかったが、比良坂の力が暴走した際に噴出した黄泉の瘴気にやられてしまう。陰編第壱話にも登場。
- お葉（およう）（声：幸田夏穂）
吉原の花魁。桔梗と親しかったが、肺結核をこじらせて亡くなる。
- 勝麟太郎（かつ りんたろう）（声：高瀬右光）
咸臨丸の艦長。作品中では風々斎（ふうふうさい）を名乗る。
- 松平容保（まつだいら かたもり）（声：清水敏孝）
幕府の京都守護職。龍閃組を幕府転覆を図る組織として討ち取ろうとする。実は黒蠅翁に取り憑かれていた。
- 徳川家茂（とくがわ いえもち）（声：青木誠）
江戸幕府第14代征夷大将軍。容保の暴走を止めるべく円空に連れられて登場する。その後病死。

### 敵キャラクター
- 柳生宗崇（やぎゅう むねたか）（声：樫井笙人）
7月25日生まれ。九角天戒と同じく、燃えるような真紅の髪を持ち、同色の魁偉な鎧を身にまとって、様々な事件の裏に不気味な影を落とす謎の男。
- 百鬼妖堂（なきり ようどう）（声：高瀬右光）
柳生の部下。呪禁士であり、目を包帯で隠し、その上に一つだけ目を描いている。やたらと笑い声が甲高い。主人公達に惨敗し、蜻蛉に処刑される。
- 蜻蛉（かげろう）（声：幸田夏穂）
柳生の部下。全身包帯姿の女。蟲毒の使い手で、体内にも猛毒を持つ。主人公達に破れ、藍に蟲毒を打ち放った後に自身腐敗により死亡。
- ジェフ（声：伊藤健太郎）
クリスの宿敵。柳生に命を救われ、ヴラドの屋敷に住み着く。クリスに闇討ちをしたが、場に居合わせた主人公達の協力により、クリスに止めを刺されて消滅。
- ヴラド（声：高瀬右光）
洋館に住む外国人紳士。その正体は吸血鬼。
- 芹沢鴨（せりざわ かも）（声：青木誠）
初代新撰組総長。沖田達に処刑されたが、外法によって甦る。
- 沖田総司（おきた そうじ）（声：青木誠）
新撰組一番隊組長。この時既に肺結核を患っていたが、脱退した壬生に戦いを挑む。
- 服部半蔵（はっとり はんぞう）（声：樫井笙人）
安土桃山時代から江戸時代初期まで活躍した忍者。何故か大猿の体に憑依している。
- 宮本武蔵（みやもと むさし）（声：高森奈緒）
安土桃山時代から江戸時代初期まで活躍した剣豪。陰編第壱話で姿を消した女性の死体に憑依している。
- 柳生十兵衛（やぎゅう じゅうべい）（声：清水敏孝）
安土桃山時代から江戸時代初期まで活躍した剣豪。柳生宗崇の兄（史実では十兵衛に宗崇という弟はいない）。老人の死体に憑依している。
- 安倍晴明（あべの せいめい）（声：高森奈緒）
平安時代の陰陽師で、桔梗の父。少年の姿で現れる。
- 神夷京士浪（かむい きょうしろう）（声：高瀬右光）
仮面をつけた謎の浪士。京梧に破れ、彼を弟子と認めて消滅する。「剣風帖」の同名人物とは別人。
- 崑崙（こんろん）（声：くわはら利晃）
9月5日生まれ。崑崙山の頂上にある「陰陽之勾玉」を奪った清の仙道士。瀕死の重傷を負った柳生に不死の術を施した張本人。蜻蛉の毒に侵された藍を治療したが、劉にとっては憎き敵でしかなかった。
- 黒蠅翁（こくじょうおう）（声：伊藤健太郎）
柳生の部下。本作の真の最終ボス。終盤の戦いで撃退されるが、エンディング直前に龍斗の力を奪うべく一騎討ちを繰り広げる。その際は真の姿である巨大なハエの怪物となった。漫画版では柳生宗崇との戦いで終わっているため登場しない。